# Liberec és Jablonec villamosvonal-hálózata

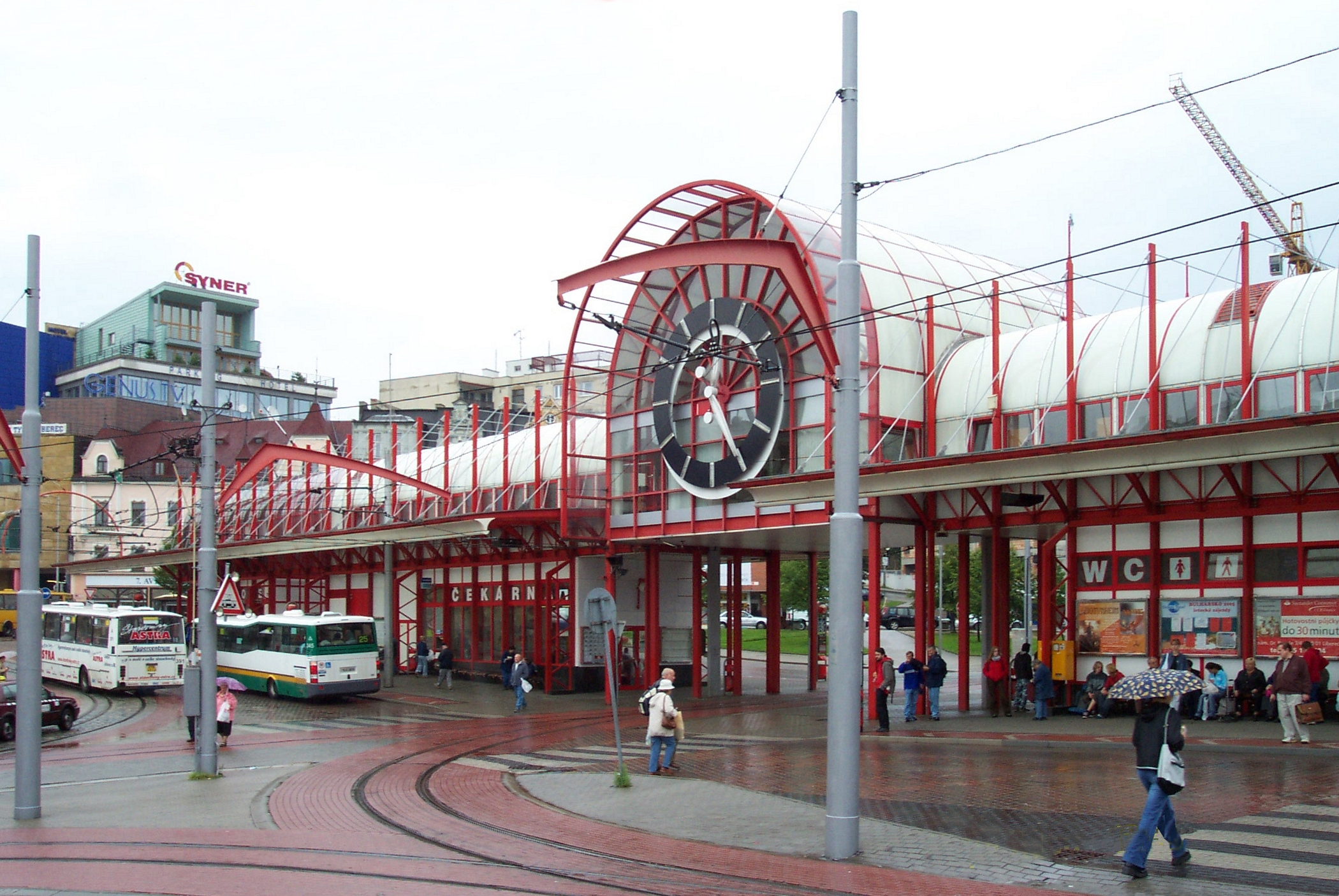
Fügnerova terminál épülete, minden járat érinti

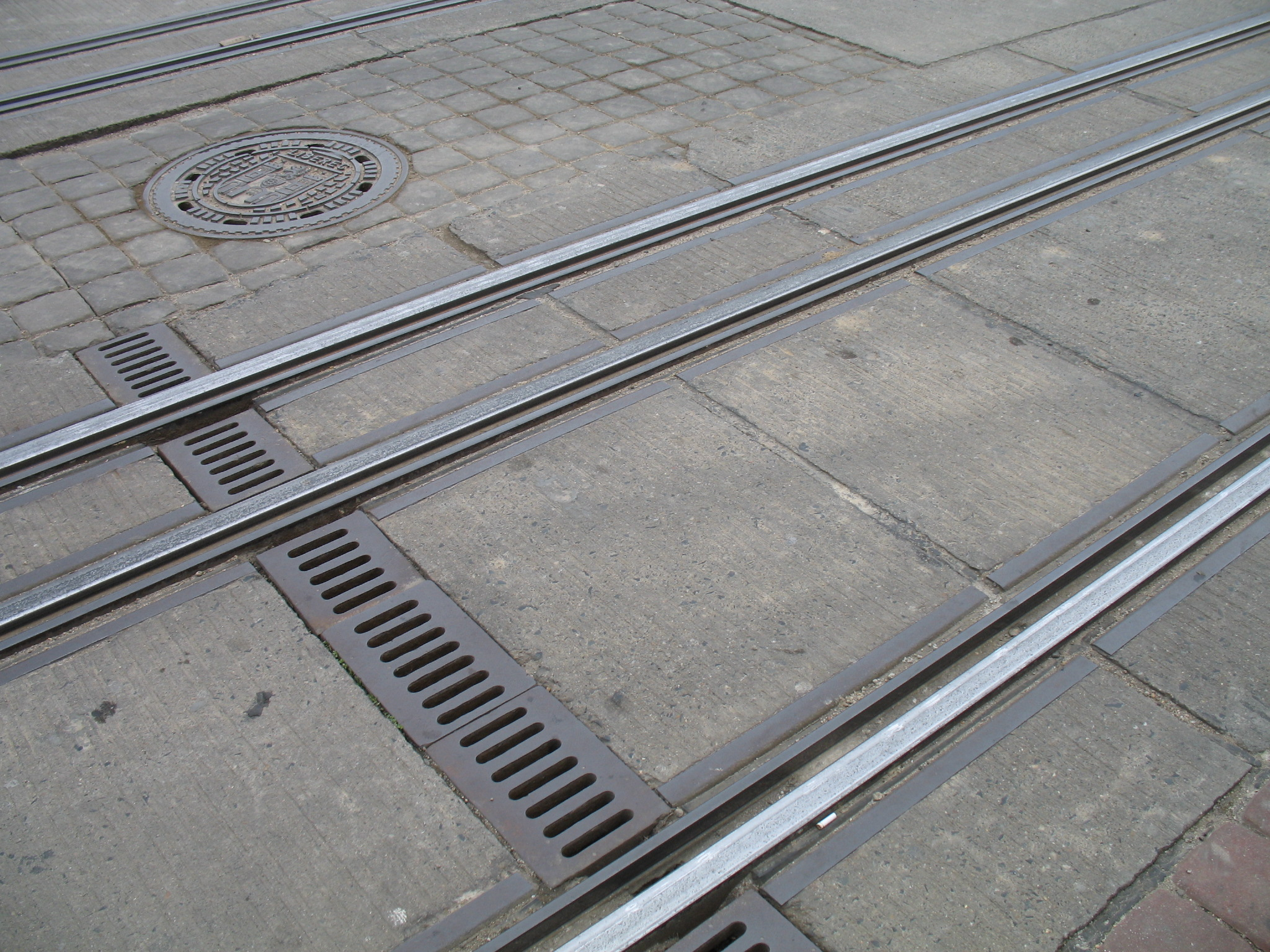
Keskeny- és normál nyomtávú vonal fonódása

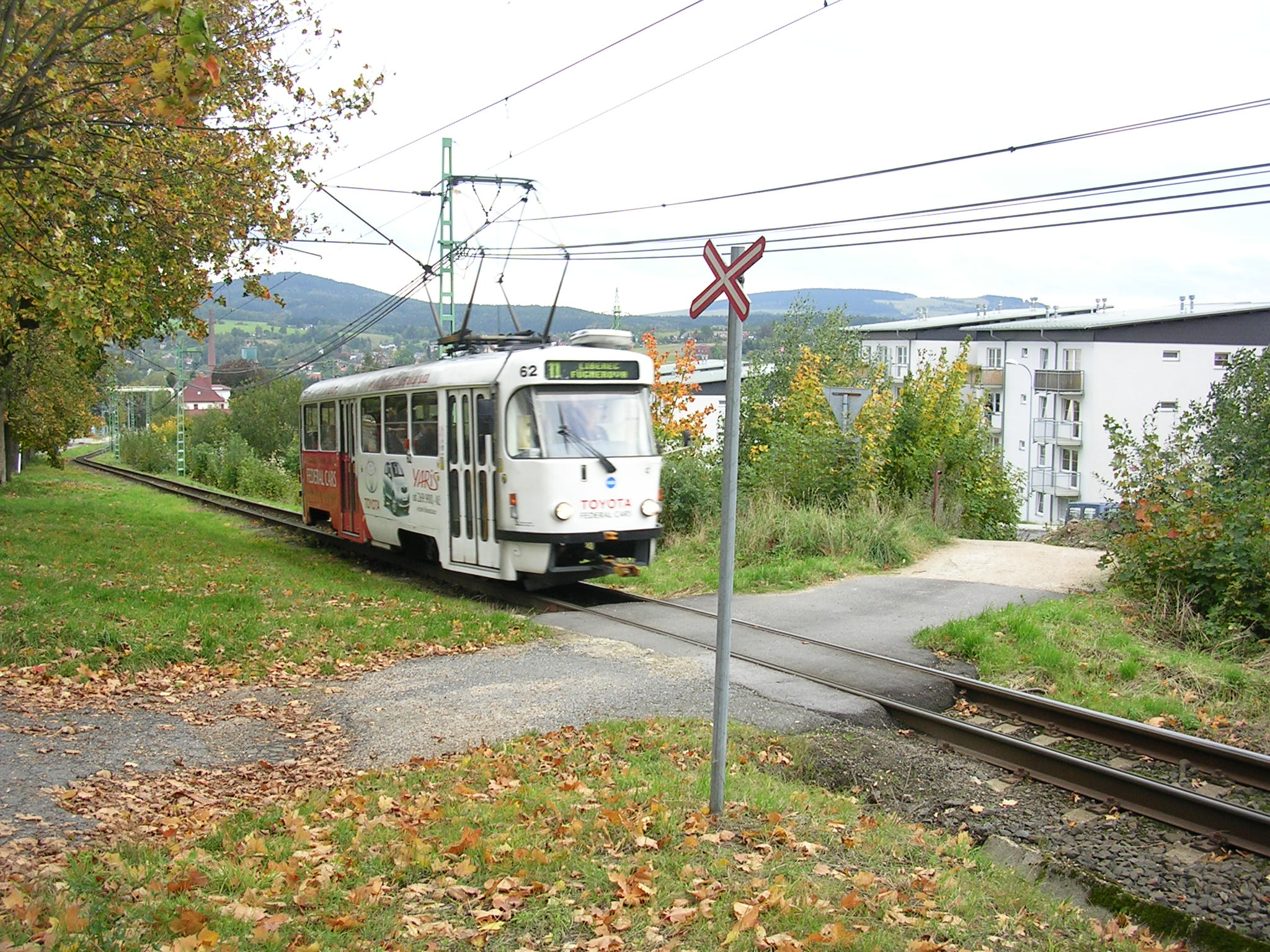
11-es villamos halad Liberec felé

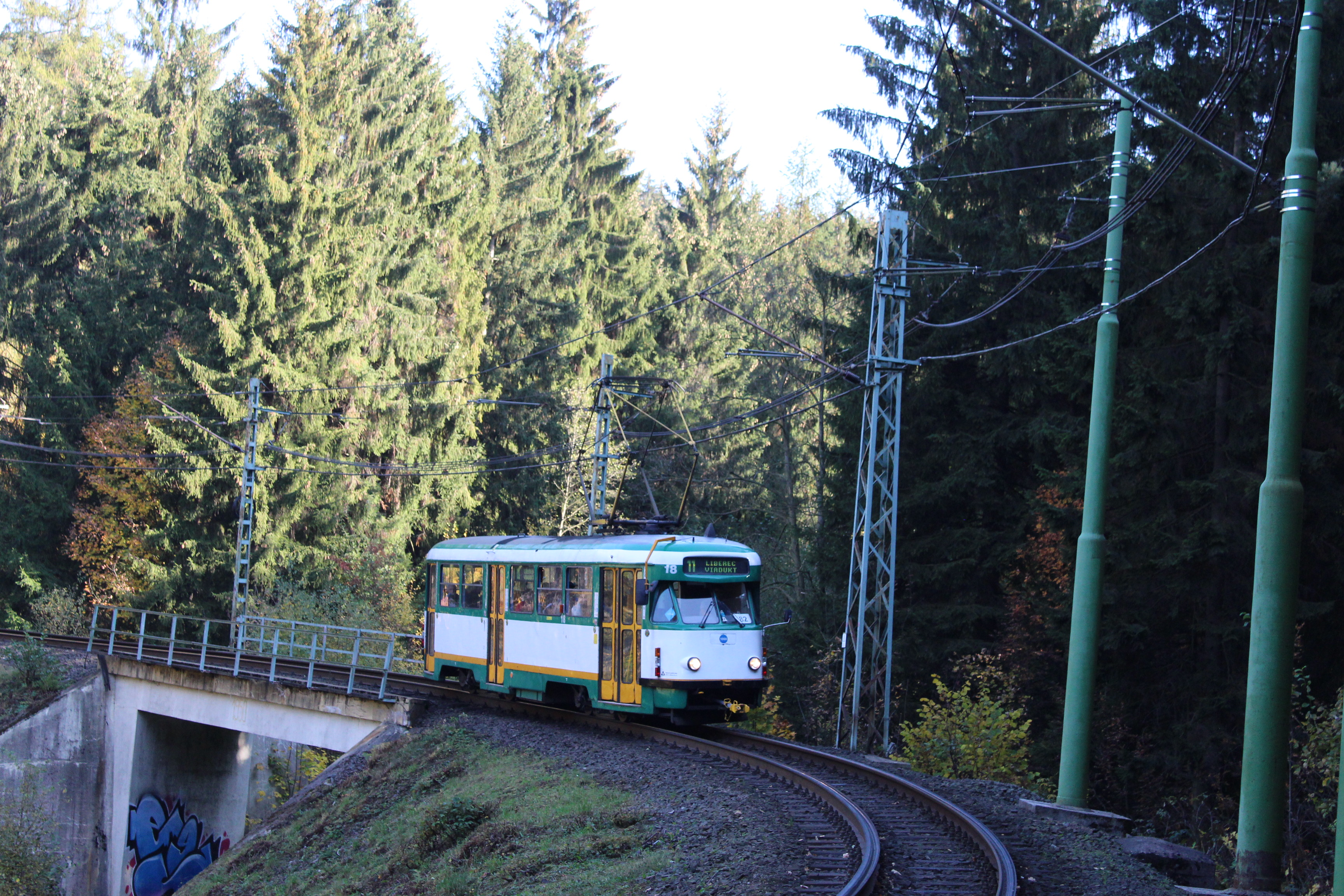
Tatra T3-as a jabloneci egyvágányú vonalon

Liberec és Jablonec nad Nisou villamoshálózatának teljes hossza 21,5 km, amely két fővonalból áll. A 70 darab jármű összesen 40 megállót szolgál ki. Érdekessége, hogy a hálózaton normál nyomtávú (1435 mm) és keskeny nyomtávú (1000 mm) villamosok egyaránt közlekednek, a közös szakaszon a két sínpár fonódik. A járműveket a Dopravní podnik měst Liberce a Jablonce nad Nisou (DPMLJ) üzemelteti és a Mrštíkova kocsiszín adja ki.

## Története
1894. szeptember 11-én hagyta jóvá a libereci Városi Tanács az 1000 mm nyomtávú villamosvonal építését. A munkálatokat 1897 májusában kezdték el és már ezen év augusztusában át is adták a vasútállomás és a Městský lesík közötti szakaszon. A következő években rövid szakaszokkal bővült a hálózat, 1899-ben Rochlice, 1904-ben Růžodol, 1912-ben pedig Horní Hanychov felé is villamosokkal lehetett utazni. Az első világháború itt is súlyos károkat okozott, a forgalmat ideiglenesen szüneteltetni kellett. 1924-ben bevezették a viszonylatok számjelzését, ekkor az 1-es villamos a vasútállomás és Lidové sady, a 2-es villamos Rochlice és Růžodol, a 3-as villamos Soukenné náměstí és Horní Hanychov, a 4-es villamos pedig Lidové sady és Pekárny között járt.
1955-ben összekötötték az 1900. február 7-én átadott Jablonec nad Nisou villamosvonalával, melynek ekkor főleg elővárosi szerepe volt jelentős. A közös üzem nem tartott sokáig, mert felszámolták a jabloneci villamosokat, a közös szakaszt pedig az 1970-es években teljesen átvette Liberec. Csehország városai sorban tértek át a normál nyomtávú villamosközlekedésre, Liberecben azonban csak az 1990-es években sikerült a városi szakaszt átépíteni. 1995-ben átadták a város központjában a modern Fügnerova végállomást, mely napjainkban a libereci villamos jelképének számít. A felújítás során új járművek beszerezéséről is gondoskodni szerettek volna, azonban a Jablonec felé vezető vonalon maradt a keskeny nyomtáv, ehhez pedig már nem gyártott a ČKD modern villamoskocsit.
A Tatra T3-as villamosok forgóváza állítható, így mind a két nyomtávon tudnak közlekedni, míg az alacsony padlós EVO2-es kizárólag a normál nyomtávú vonalon fordul elő. A villamosok elején kék színű matrica jelzi a keskeny nyomtávúra, míg piros matrica a normál nyomtávúra állított villamosokat.

## Vonalak
1-és 4-es jelzéssel nosztalgiajáratok közlekednek.
| Járat | Útvonal                                                | Nyomtáv |
| ----- | ------------------------------------------------------ | ------- |
| 2     | Lidové sady – Fügnerova – Dolní Hanychov               | 1435 mm |
| 3     | Lidové sady – Fügnerova – Horní Hanychov               | 1435 mm |
| 5     | Viadukt – Fügnerova – Vratislavice nad Nisou výhybna   | 1000 mm |
| 11    | Viadukt – Fügnerova – Jablonec nad Nisou, Tyršovy sady | 1000 mm |

## Járműpark
| Kép          | Típus    | Altípusok     | Forgalomba állás | Darab (2019. 07. 14.) |
| ------------ | -------- | ------------- | ---------------- | --------------------- |
| Tatra T3R.PV | Tatra T3 |               |                  |                       |
| Tatra T3R.PV | Tatra T3 | T3            | 1966 (1965–1976) | 2                     |
| Tatra T3R.PV | Tatra T3 | Tatra T3SU    | 1982             | 5                     |
| Tatra T3R.PV | Tatra T3 | Tatra T3SUCS  | 1987 (1986–1987) | 4                     |
| Tatra T3R.PV | Tatra T3 | Tatra T3M.04  | 1996–1999        | 19                    |
| Tatra T3R.PV | Tatra T3 | Tatra T3R.P   | 2003–2005        | 5                     |
| Tatra T3R.PV | Tatra T3 | Tatra T3R.PV  | 2003–2008        | 12                    |
| Tatra T3R.PV | Tatra T3 | Tatra T3R.PLF | 2005–2007        | 12                    |
| Tatra T3R.PV | Tatra T3 | Tatra T3R.SLF | 2014–2019        | 10                    |
| EVO2         | EVO2     | EVO2          | 2012 (2012)      | 1                     |

A városban számos nosztalgiajármű is közlekedik, mint az 1929-ben épült „Bovera”, egy 1953-as 6MT, vagy az Ostravából vásárolt 1961-es Tatra T2R és egy 1973-as Tatra T3M. Utóbbi két jármű a közlekedési társaság tulajdonában van.

## Fordítás
- Ez a szócikk részben vagy egészben  a   Tramvajová doprava v Liberci című cseh Wikipédia-szócikk fordításán alapul.  Az eredeti cikk szerkesztőit annak laptörténete sorolja fel. Ez a jelzés csupán a megfogalmazás eredetét és a szerzői jogokat jelzi, nem szolgál a cikkben szereplő információk forrásmegjelöléseként.